# Reuth (Weischlitz)
Reuth ist ein Ortsteil der Gemeinde Weischlitz im Vogtlandkreis in Sachsen. Die Gemeinde Reuth mit ihren sechs Ortsteilen wurde am 1. Januar 2017 nach Weischlitz eingemeindet.

## Geografie

### Lage und Verkehr

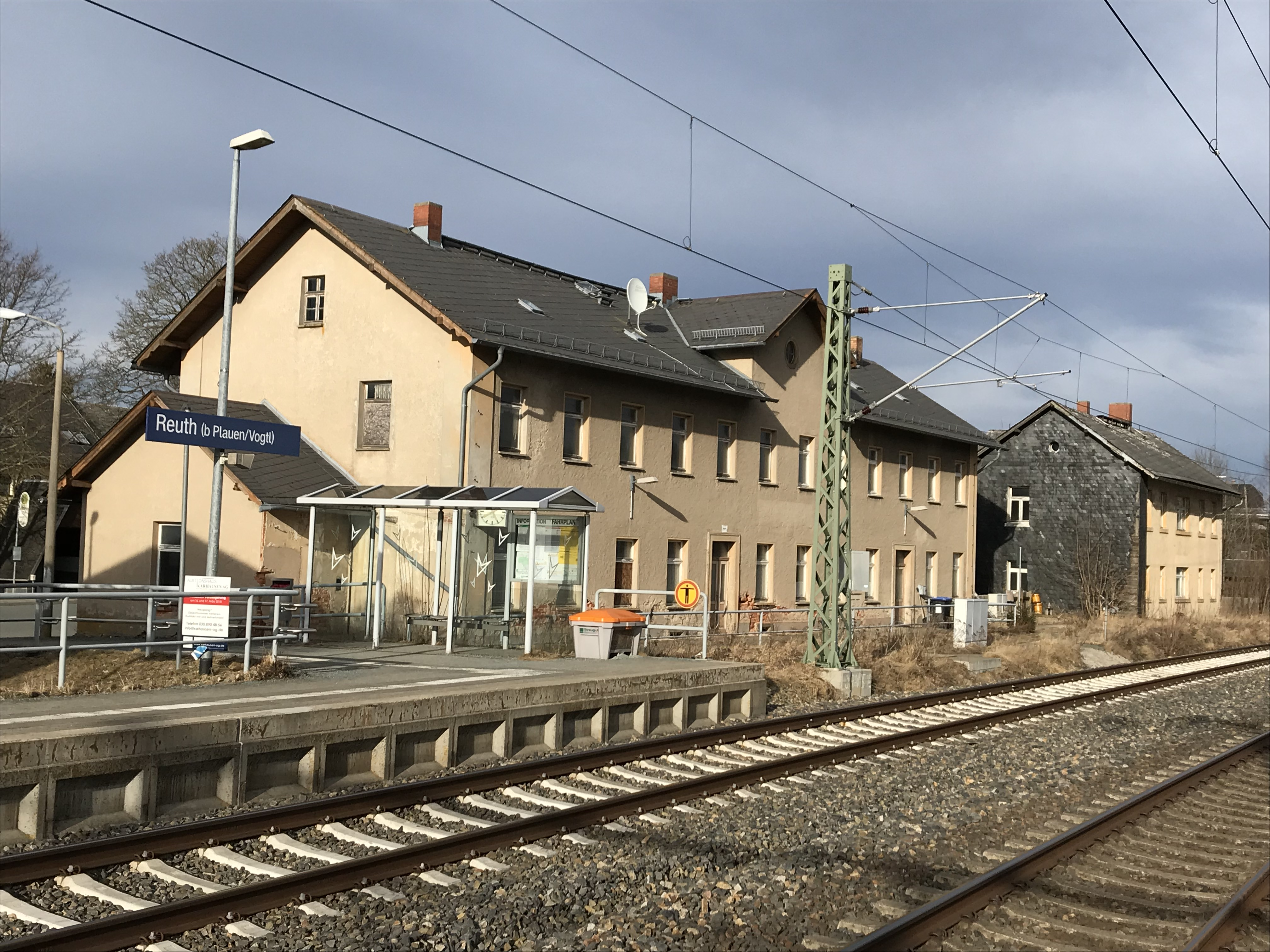
Bahnhof Reuth (b. Plauen/Vogtl) (2018)

Die einstige Gemeinde Reuth war aufgrund ihres Ortsteils Mißlareuth nach Mühltroff die zweitwestlichste Gemeinde im Freistaat Sachsen. Sie hatte eine Fläche von 30,67 km².
Die Ortslage Reuth befindet sich heute im Nordwesten der Gemeinde Weischlitz an der Grenze zu Thüringen. In der Flur von Reuth entspringen der Tobertitzer Lohbach und der Schönlinder Burgbach, welche in die Weiße Elster entwässern.
Reuth besitzt einen Bahnhof an der Bahnstrecke Leipzig–Hof, der im Schienenpersonennahverkehr von der Vogtlandbahn bedient wird. Um diesen befindet sich neben dem südlich gelegenen Hauptort ein weiterer Siedlungsschwerpunkt des Ortsteils. Der Ort ist zudem mit der vertakteten RufBus-Linie 47 des Verkehrsverbunds Vogtland an Weischlitz und Plauen angebunden. Einmal täglich verkehrt die KomBus-Linie 163 zwischen Hirschberg und Plauen.
Reuth liegt im Westen des Vogtlandkreises und im sächsischen Teil des historischen Vogtlands, an der Grenze zum thüringischen Vogtland. Geografisch liegt der Ort im Südwesten des Naturraums Vogtland (Übergang von Thüringer Schiefergebirge ins Mittelvogtländische Kuppenland).

### Nachbarorte
|                    | Stelzen Thüringen                           | Tobertitz |
| Spielmes Thüringen | Kompassrose, die auf Nachbargemeinden zeigt | Thossen   |
|                    | Reinhardtswalde                             | Schönlind |

Angrenzende Kommunen der einstigen Gemeinde Reuth waren die Gemeinde Rosenbach/Vogtl. und Weischlitz im Vogtlandkreis sowie die Städte Gefell und Tanna im thüringischen Saale-Orla-Kreis. Nicht weit entfernt ist die bayerische Landesgrenze mit den Gemeinden Feilitzsch und Töpen im Landkreis Hof.

### Einstige Gemeindegliederung
Ortsteile der Gemeinde Reuth zum Zeitpunkt der Eingemeindung nach Weischlitz im Jahr 2017 waren:
- Dehles,
- Mißlareuth,
- Reinhardtswalde,
- Reuth,
- Schönlind,
- Thossen,
- Tobertitz.

## Geschichte

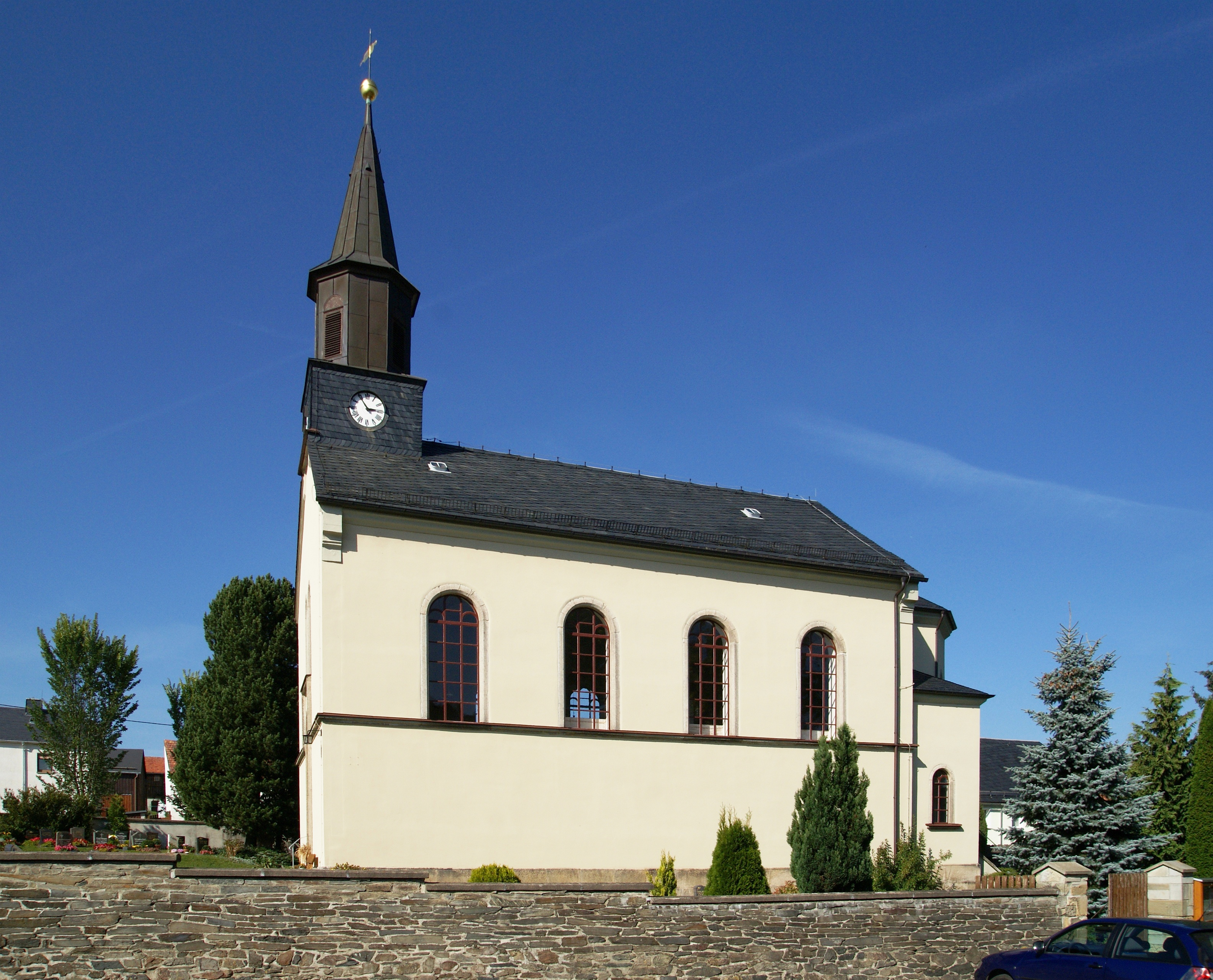
Kirche Reuth, Entwürfe für Glasfenster stammen von Christian W. Anemüller

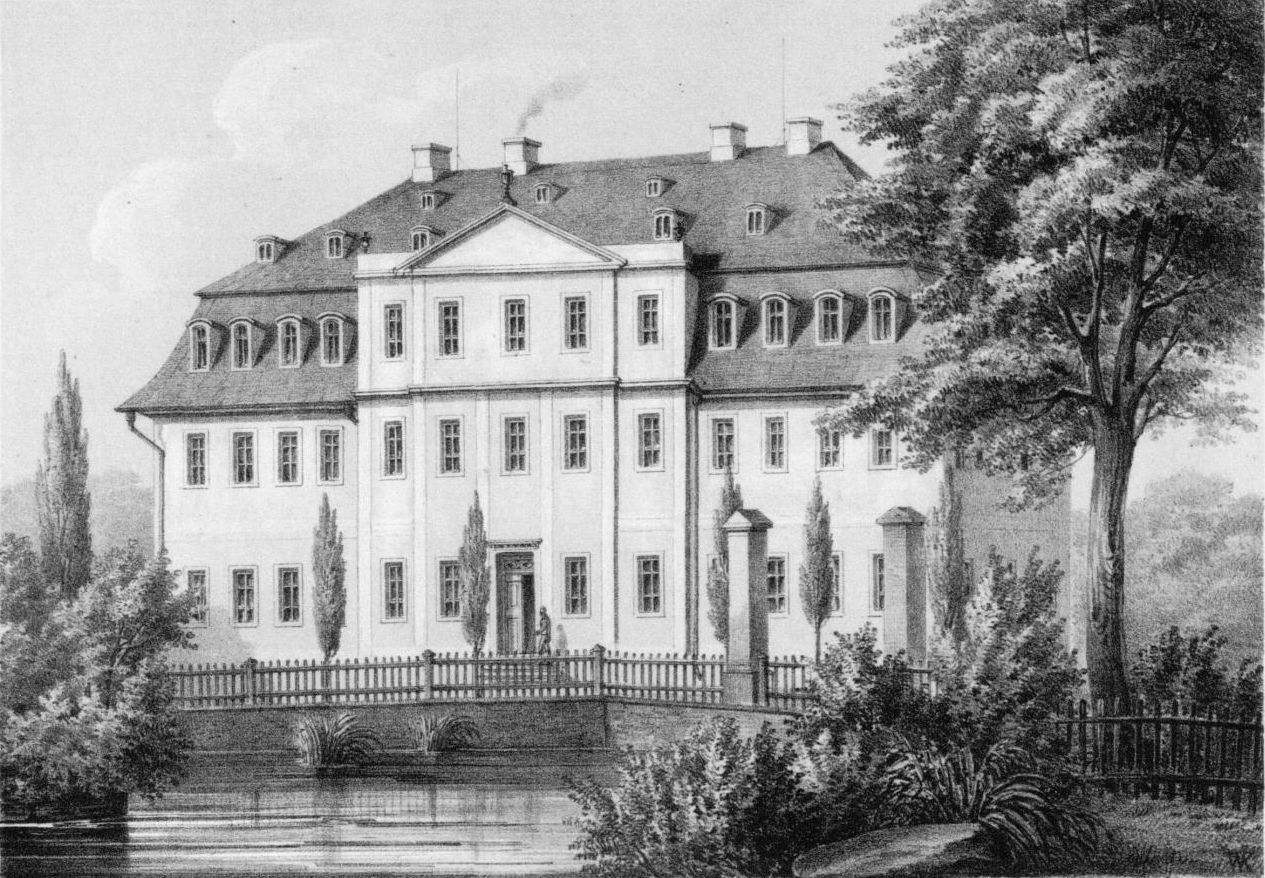
Rittergut Reuth um 1859

Das Platzdorf Reuth wurde erstmals im Jahr 1418 als zu der Rewte erwähnt. Der Ortsname leitet sich von „gerodet“ ab und weist auf den Ursprung des Ortes hin. Bereits vor 1250 existierte eine Capelle im Walde zur Reuth, welche um 1250 von einer bis 1869 existierenden Wehrkirche abgelöst wurde. Die heutige Kirche stammt aus dem Jahr 1869. Die Grundherrschaft über den Ort lag beim erstmals 1583 erwähnten Rittergut Reuth, welches aus einer Ringwallanlage hervorgegangen war. Als Besitzer des Herrensitzes wurden um 1411 die Herren von Wolffersdorff genannt, denen die Herren von Watzdorf folgten. 1674 kaufte Hans Georg II. von Schönfels, kursächsischer Kriegskommissar (1635–1695) aus dem Konkurs der von Watzdorf´schen Erben das Rittergut Reuth. Es blieb 188 Jahre im Besitz der Familie, bis Friedrich Ernst von Schönfels (1796–1878) es 1862 für 78.500 Taler verkaufte.
Reuth gehörte bis 1856 zum kursächsischen bzw. königlich-sächsischen Amt Plauen. 1856 wurde der Ort dem Gerichtsamt Plauen und 1875 der Amtshauptmannschaft Plauen angegliedert. Zu Reuth gehörte bis ins 20. Jahrhundert auch der sächsische Anteil von Stelzen, welcher in mehreren langgestreckten Parzellen in den reußischen bzw. thüringischen Anteil hineinragte. Im Jahr 1928 erfolgten ein Gebietsaustausch und eine Grenzbereinigung zwischen dem Freistaat Sachsen und dem Land Thüringen. Dadurch wurden die zu Reuth gehörigen Parzellen von Stelzen sächs. Anteil vollständig an Thüringen abgetreten und mit dem thüringischen Anteil von Stelzen vereinigt.
Durch die zweite Kreisreform in der DDR kam die Gemeinde Reuth im Jahr 1952 zum Kreis Plauen-Land im Bezirk Chemnitz (1953 in Bezirk Karl-Marx-Stadt umbenannt). Auf die Eingemeindung von Reinhardtswalde (1. Januar 1957) folgten Schönlind (1. Januar 1972) und Thossen und Tobertitz (beide am 1. Januar 1974). Ab 1990 gehörte die Gemeinde Reuth zum sächsischen Landkreis Plauen, der 1996 im Vogtlandkreis aufging. Die seit 1993 ausgetragenen Stelzenfestspiele bei Reuth im nahe gelegenen thüringischen Dorf Stelzen sind nach dem Dorf Reuth benannt. Dehles und Mißlareuth wurde am 1. März 1994 eingemeindet. Im Jahr 1996 erfolgte der Abriss des Herrenhauses des Ritterguts Reuth.
Am 1. Januar 2017 wurde die Gemeinde Reuth in die Gemeinde Weischlitz eingemeindet, mit der sie zuvor bereits die Verwaltungsgemeinschaft Weischlitz gebildet hatte.

### Eingemeindungen
| Ehemalige Gemeinde | Datum          | Anmerkung                              |
| ------------------ | -------------- | -------------------------------------- |
| Dehles             | 1. Januar 1994 |                                        |
| Mißlareuth         | 1. März 1994   |                                        |
| Reinhardtswalde    | 1. Januar 1957 | Eingemeindung nach Dehles              |
| Schönlind          | 1. Januar 1972 |                                        |
| Spielmes (*)       | 1. April 1928  | Teileingliederung nach Reinhardtswalde |
| Thossen            | 1. Januar 1974 |                                        |
| Tobertitz          | 1. Januar 1974 |                                        |

(*) Gebietsteile von Spielmes infolge Gebietsaustausches von Thüringen an Sachsen abgetreten.

### Einwohnerentwicklung
Entwicklung der Einwohnerzahl (31. Dezember) in der Gemeinde Reuth zum jeweiligen Gebietsstand:
| Jahr      | 1998 | 1999 | 2000 | 2001 | 2002 | 2003 | 2004 | 2007 | 2008 | 2011 | 2012 | 2013 |
| --------- | ---- | ---- | ---- | ---- | ---- | ---- | ---- | ---- | ---- | ---- | ---- | ---- |
| Einwohner | 1111 | 1094 | 1095 | 1078 | 1079 | 1081 | 1050 | 1028 | 1025 | 1036 | 1014 | 0988 |

 Datenquelle: Statistisches Landesamt Sachsen

## Ortsrat
Dem Ortsrat gehören vier Personen an. Ortsvorsteher ist Friedhold Morgner. Von 2002 bis zur Eingemeindung nach Weischlitz 2017 war Ulrich Lupart ehrenamtlicher Bürgermeister, der 2016 zur AfD übertrat. Er war damit der erste AfD-Bürgermeister in Sachsen.

## Persönlichkeiten
- Friedrich Ernst von Schönfels (1796–1878), Offizier, Rittergutsbesitzer (u. a. Reuth und Tobertitz) und liberaler Politiker